# Christian Klingen
Christian Klingen (* 9. Januar 1965 in Würzburg) ist ein deutscher Politiker (parteilos, vormals Alternative für Deutschland) und Verwaltungswirt. Er war von 2018 bis 2023 Mitglied des bayerischen Landtags.

## Leben
Nach dem Besuch des Röntgen-Gymnasiums in seiner Geburtsstadt Würzburg absolvierte Klingen ab 1985 eine Ausbildung zum Polizeivollzugsbeamten bei der Bayerischen Bereitschaftspolizei und arbeitete auch in dieser Funktion. Im Anschluss studierte er von 1989 bis 1992 Verwaltungsrecht an der Bayerischen Beamtenfachhochschule, wo er als Diplom-Verwaltungswirt (FH) abschloss. Danach arbeitete er bis 2008 an der Universität Würzburg in der Stabsstelle Arbeitssicherheit, Tier- und Umweltschutz.
Christian Klingen war ab 2013 Mitglied der bayerischen AfD und Vorsitzender des AfD-Kreisverbandes Kitzingen-Schweinfurt. Von 2016 bis 2018 war er Vorsitzender des AfD-Bezirksverbands Unterfranken. Ab Januar 2018 war er Mitglied im Landesvorstand der Partei in Bayern. Bei der bayerischen Landtagswahl 2018 kandidierte er als Stimmkreisabgeordneter im Stimmkreis Kitzingen und auf Listenplatz 1 der AfD in Unterfranken. Er zog als Abgeordneter in den bayerischen Landtag ein. Dort gehört er dem Ausschuss für Umwelt und Verbraucherschutz an. Er ist außerdem Mitglied des Medienrats der Bayerischen Landeszentrale für neue Medien.
Von September 2021 bis März 2022 war er gemeinsam mit Ulrich Singer Co-Fraktionsvorsitzender der AfD-Fraktion im bayerischen Landtag. Im März 2022 erklärte er seinen Austritt aus Fraktion und Partei. Nach der Landtagswahl 2023 schied er aus dem Landtag aus.
Klingen gehörte der von Björn Höcke gegründeten Plattform „Der Flügel“ an.

## Privates
Er ist mit Andrea Klingen verheiratet, die im Oktober 2018 für die AfD in den Bezirkstag Unterfranken (Stimmkreis Kitzingen) gewählt wurde.